# チェンジ (アーロン・ネヴィルのアルバム)
『チェンジ』（原題：I Know I've Been Changed）は、アメリカ合衆国の歌手アーロン・ネヴィルが2010年に発表したスタジオ・アルバム。

## 背景
ネヴィルにとって『Believe』（2003年）以来のゴスペル・アルバムに当たり、ネヴィルが1960年にレコード・デビューした際のセッションをプロデュースしたアラン・トゥーサンが、バック・バンドの一人として参加した。なお、本作をプロデュースしたジョー・ヘンリーは、トゥーサンのアルバム『ザ・リヴァー・イン・リヴァース』（2006年、エルヴィス・コステロとの連名）および『ザ・ブライト・ミシシッピ』（2009年）も手がけている。

## 反響・評価
アメリカでは、総合アルバム・チャートのBillboard 200には入らなかったが、『ビルボード』のゴスペル・アルバム・チャートでは10位、クリスチャン・アルバム・チャートでは29位、R&Bアルバム・チャートでは50位を記録した。
William Ruhlmannはオールミュージックにおいて5点満点中3.5点を付け、ハリケーン・カトリーナ後の作品という背景を説明した上で「力強さよりも脆さに満ちており、彼の歌唱は悲しげなことが多い」「ネヴィルは『チェンジ』を通じて、神がニューオーリンズに戻ってくるよう懇願しているように感じられる」と評している。また、『CDジャーナル』のミニ・レビューでは「ニューオーリンズがほこる天下一品のメロウ声の持ち主、真心をたんまりこめたゴスペル曲集」と評されている。

## 収録曲
1. スタンド・バイ・ミー "Stand by Me" – 3:17
2. アイ・ノウ・アイヴ・ビーン・チェンジド "I Know I've Been Changed" – 3:37
3. アイ・ダン・メイド・アップ・マイ・マインド "I Done Made Up My Mind" – 4:03
4. アイ・アム・ア・ピルグリム "I Am a Pilgrim" – 3:22
5. ドント・レット・ヒム・ライド "Don't Let Him Ride" – 4:50
6. ユーヴ・ガット・トゥ・ムーヴ "You've Got to Move" – 2:47
7. オー・フリーダム "Oh Freedom" – 4:02
8. テル・ミー・ホワット・カインド・オブ・マン・ジーザス・イズ "Tell Me What Kind of Man Jesus Is" – 3:38
9. アイ・ウォント・トゥ・リヴ・ソー・ゴッド・キャン・ユーズ・ミー "I Want to Live So God Can Use Me" – 3:56
10. ミーティン・アット・ザ・ビルディング "Meetin' at the Building" – 2:44
11. アイム・ソー・グラッド（トラブル・ドント・ラスト） "I'm So Glad (Trouble Don't Last)" – 3:47
12. ゼアズ・ア・ゴッド・サムホエア "There's a God Somewhere" – 2:35

### 日本盤ボーナス・トラック
1. タッチ・ザ・ヘム・オブ・ヒズ・ガーメント "Touch the Hem of His Garment" - 4:51

## 参加ミュージシャン
- アーロン・ネヴィル - ボーカル
- クリス・ブルース - アコースティック・ギター、エレクトリック・ギター
- グレッグ・リース（英語版） - ドブロ・ギター、ワイゼンボーン・ギター
- アラン・トゥーサン - ピアノ
- パトリック・ウォーレン - キーボード
- デヴィッド・ピルチ（英語版） - アップライトベース、エレクトリックベース
- ジェイ・ベラローズ（英語版） - ドラムス、パーカッション
- ニキ・ハリス（英語版）、ジーン・マクレイン、ダリル・フィネッセ、ジェイムズ・ギルストラップ - バッキング・ボーカル